# Association d'athlétisme des petits États d'Europe

Logo de l'AASSE

L'Association d'athlétisme des petits pays d'Europe (ou AASSE, pour Athletic Association of Small States of Europe) est une association sportive d'athlétisme réunissant plusieurs petits États d'Europe, de moins d'un million d'habitants. Elle fut proposée lors du congrès de l'IAAF de 1989 puis fut fondée en 1994.

## Membres

Carte des membres.

| N° | Pays          | Membre depuis    |
| -- | ------------- | ---------------- |
| 01 | Andorre       | Membre fondateur |
| 02 | Chypre        | Membre fondateur |
| 03 | Gibraltar     | 2015             |
| 04 | Islande       | Membre fondateur |
| 05 | Liechtenstein | Membre fondateur |
| 06 | Luxembourg    | Membre fondateur |
| 07 | Malte         | Membre fondateur |
| 08 | Monaco        | 2000             |
| 09 | Monténégro    | 2006             |
| 10 | Saint-Marin   | Membre fondateur |